# Rusznák István
Rusznák István (Budapest, 1920. január 28. – 2019. március 20.) Kossuth-díjas magyar kémikus, egyetemi tanár; a kémiai tudományok kandidátusa (1959) és doktora (1975).

## Életútja
1942-ben a Pázmány Péter Tudományegyetemen szerzett diplomát kémia-fizika szakon. 1942 és 1950 között a Goldberger Textilművek vegyésze, 1950 és 1969 között a Textilipari Kutató Intézet textilkémiai főosztályvezetője volt. 1945 és 1951 között az Állami Műszaki Főiskola tanáraként, 1951 és 1960 között a BME Vegyészmérnöki Karán tanszékvezető docensként, 1951–55, és 1970–79 között dékánhelyettesként tevékenykedett. 1969 és 1989 között egyetemi tanár volt. 1972 és 1990 között az MTA szerves kémiai technológiai tanszéki kutató csoportjának vezetője, 1971 és 1990 között az MTA Szál- és Rosttechnológiai Bizottságának a tagja volt. Fő kutatási területe a makromolekuláris textil-, cellulóz-, fehérje-, és színezékkémia.

## Díjai
- Kossuth-díj (1954)
- MTESZ-díj (1982)
- BME Emlékérem (1986)
- Műszaki Alkotói Díj (1986)

## Művei
- Előkészítés és fehérítés (1952)
- Textilipari anyagismeret, Pamutszövetek hibái, Textilkémiai gyakorlatok (1953, társszerző)
- Textilkémia (1964, társszerző)
- Írtelenítés, fehérítés, mercerezés (1966, társszerző)
- Textilkémia (1988, szerkesztő és társszerző)